# Plattenkogl
Plattenkogl är ett berg i Österrike.   Det ligger i distriktet Zell am See och förbundslandet Salzburg, i den centrala delen av landet, 300 km väster om huvudstaden Wien. Toppen på Plattenkogl är 1 782 meter över havet.
Terrängen runt Plattenkogl är kuperad åt nordväst, men åt sydost är den bergig. Runt Plattenkogl är det ganska glesbefolkat, med 34 invånare per kvadratkilometer.. Närmaste större samhälle är Neukirchen am Großvenediger, 10,9 km öster om Plattenkogl. 
Trakten runt Plattenkogl består i huvudsak av gräsmarker.